# Quai Malaquais
Le quai Malaquais est un quai situé le long de la Seine, à Paris, dans le 6e arrondissement.

## Situation et accès
Il est situé entre les quais Conti et Voltaire.
Ce site est desservi par la ligne 4 à la station de métro Saint-Germain-des-Prés.

## Origine du nom
Louis Batiffol (1932) raconte que, dans son entreprise foncière au Pré-aux-Clercs, qui appartenait à l'Université, la reine Margot « emprunte pour payer ses acquisitions, échange, trafique, à toutes conditions, beaucoup suspectes, d'où le nom de Malacquet — mal acquis — donné au quai qui borde son domaine sur la Seine ». Cette affirmation est fantaisiste. L'origine de ce nom vient plutôt du fait qu'à cet endroit, il était difficile d'accoster.[réf. nécessaire]

## Historique

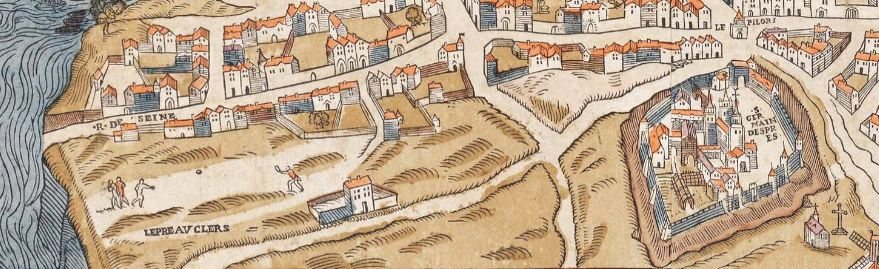
Plan de Truschet et Hoyau
(vers 1550).
Passé la porte de Nesles, et la rue de Seine, s'étend le Pré-aux-Clercs.

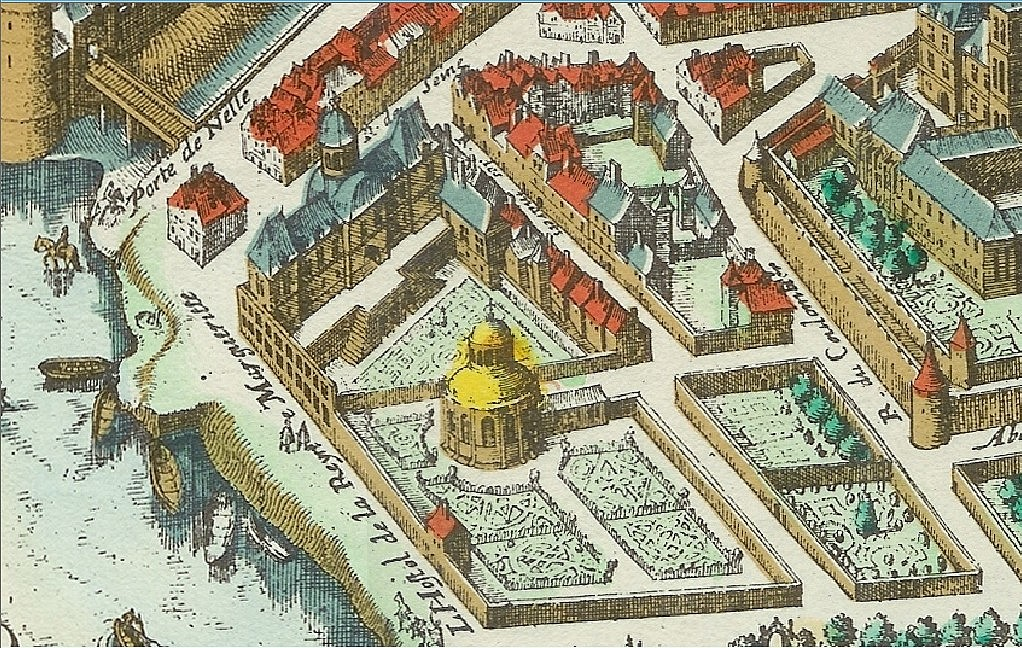
Plan de Mérian (vers 1615).
Hôtel de la reine Marguerite, avec sa façade rue de Seine et une partie de son domaine.

Avant la construction de ce quai, le bord de la Seine se nommait en cet endroit le « port Malaquest » ou le « Heurt du port aux Passeurs », et une partie de l'espace qui forme le quai s'appelait « l'Écorcherie » ou « la Sablonnière ».
Sur le plan de Paris dit de la Tapisserie (vers 1540), figure le projet, non réalisé, de l’établissement du nouvel Hôtel-Dieu.
Des titres qui proviennent des archives de l'abbaye Saint-Germain-des-Prés indiquent plusieurs baux de terrains, faits en 1540, à la charge de bâtir le long de la rivière.
On appela alors cette communication « quai de la Reine Marguerite » parce que l'hôtel de cette princesse, première femme de Henri IV, était situé à l'angle de la rue de Seine. Ce quai reprit ensuite son premier nom, et fut pavé, sous Louis XIV, par arrêt du Conseil du 1er juillet 1669.
La construction d'un quai commence vers 1552 quand, dans le cadre de l'opération du lotissement de l'îlot de la Butte qui avait succédé au Petit Séjour de Nesle, qui avait été construit par le duc de Berry de l'autre côté des fossés, face à l'hôtel de Nesle, en 1385, et de l'aliénation du petit Pré-aux-Clercs, on a protégé la zone contre les inondations en établissant une levée en dos d'âne.
À l'origine, le quai Malaquais s'étendait jusqu'au pont Royal et comprenait l'actuel quai Voltaire.
Les rois ont édicté que vis-à-vis du château du Louvre, alors hors la ville, rien ne serait bâti afin de ménager la vue depuis la demeure royale. Aussi les terrains du Pré-aux-Clercs sont-ils longtemps restés vierges de construction. Au retour de la reine Marguerite de Valois à Paris, en 1605, elle habite l'hôtel de Sens, dans le Marais. Y ayant vu assassiné son amant Gabriel Dat de Saint-Julien, elle décide de changer de quartier et achète tous les terrains entre les murs de la ville et le chemin — future rue de Bellechasse. Henri IV, son roi de mari, laisse faire.
Elle fait construire un hôtel face au palais du Louvre, entre 1606 et 1615, entre la rue de Seine et la rue des Saints-Pères par l'architecte Jean Autissier. Pour rembourser les dettes de la reine Margot après sa mort, l'hôtel est vendu à un groupe de cinq financiers le 22 mars 1622.
Entre 1622 et 1624, l'hôtel va être loti, entre la rue de Seine et le chemin de la Petite-Seine, ou rue des Petits-Augustins, car la reine y avait établi le couvent des Petits-Augustins, actuelle rue Bonaparte. Dans cette partie de l'hôtel de la reine Marguerite se trouvait l'aile nord, actuel no 1 du quai, décrite dans l'acte de vente de 1625 comme « les trois pavillons qui sont à l'encoignure de port Malaquest ». Cette partie devait appartenir à Jacques de Vassan, dès 1622, un des membres du groupe de financiers.
Au début du quai Malaquais, place Mahmoud-Darwich, se trouve une allégorie de la République, statue due à Jean-François Soitoux. Première représentation officielle de la République française commandée par le gouvernement de la IIe République, à l'issue d'un concours lancé le 18 mars 1848, implantée devant l'Institut (anciennement collège des Quatre-Nations) le 24 février 1880, elle a été restaurée aux frais de la ville de Paris et réimplantée quai Malaquais par Jacques Chirac, maire de Paris, le 23 septembre 1992 à l'occasion du bicentenaire de la proclamation de la République.
L'École nationale supérieure des beaux-arts y possède deux entrées : l'une, aux nos 11-13, à l'endroit qui fut de 1795 à 1815, le ministère de la Police dirigé par Joseph Fouché (détruit à partir de 1820), l'autre à l'hôtel de Chimay, au no 17.

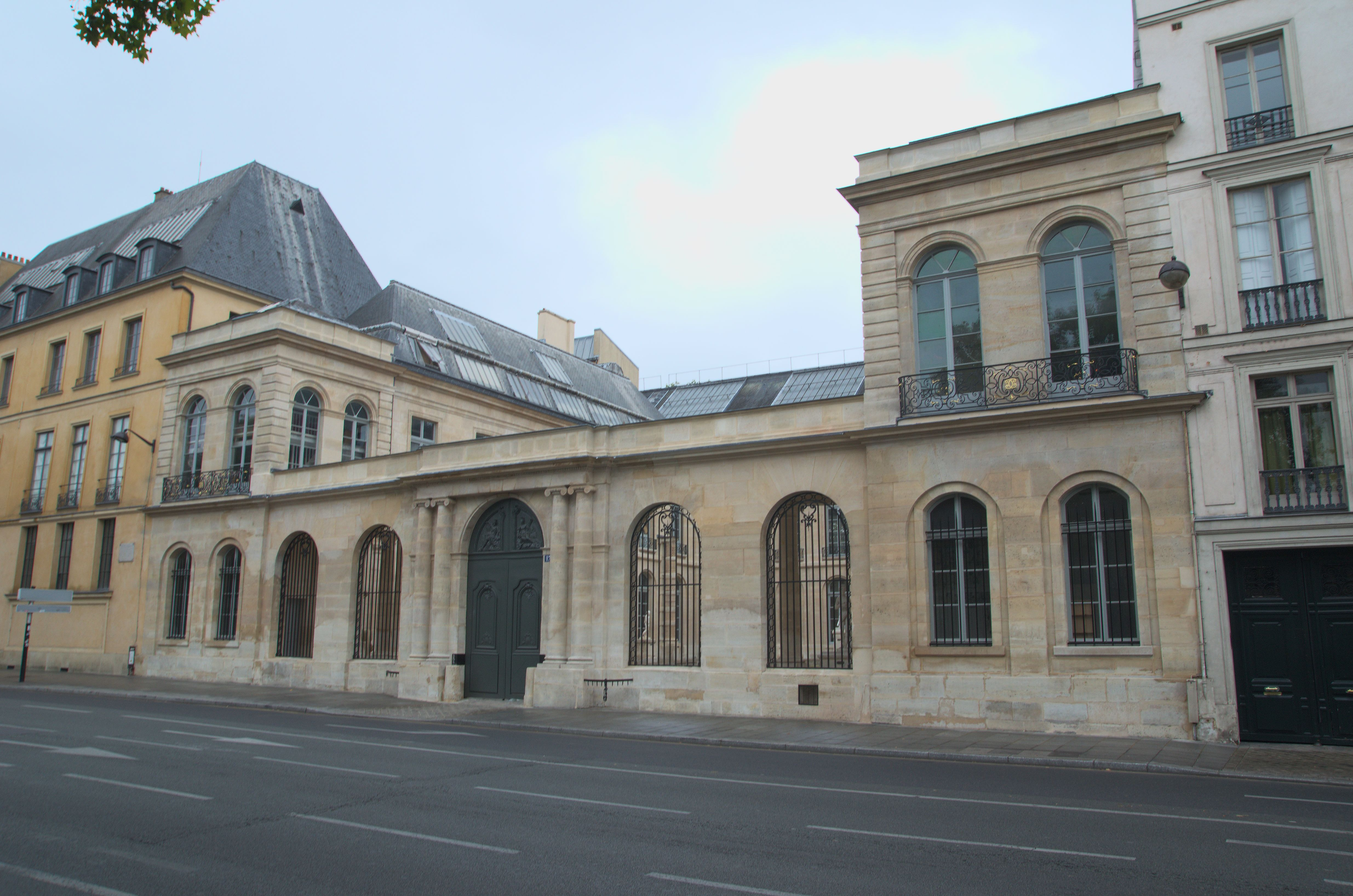
Entrée de l'École des beaux-arts (hôtel de Chimay).
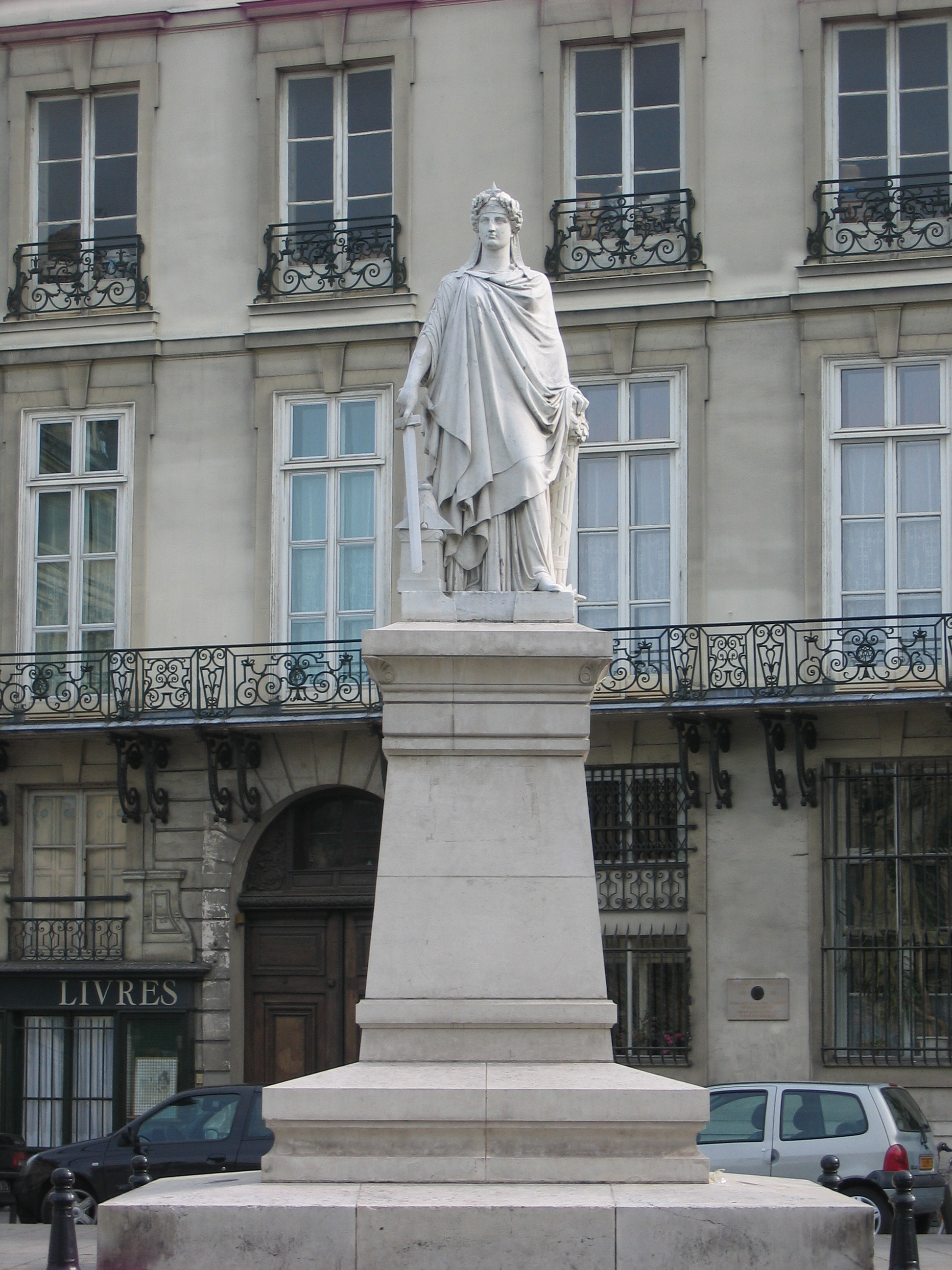
La République de Soitoux.
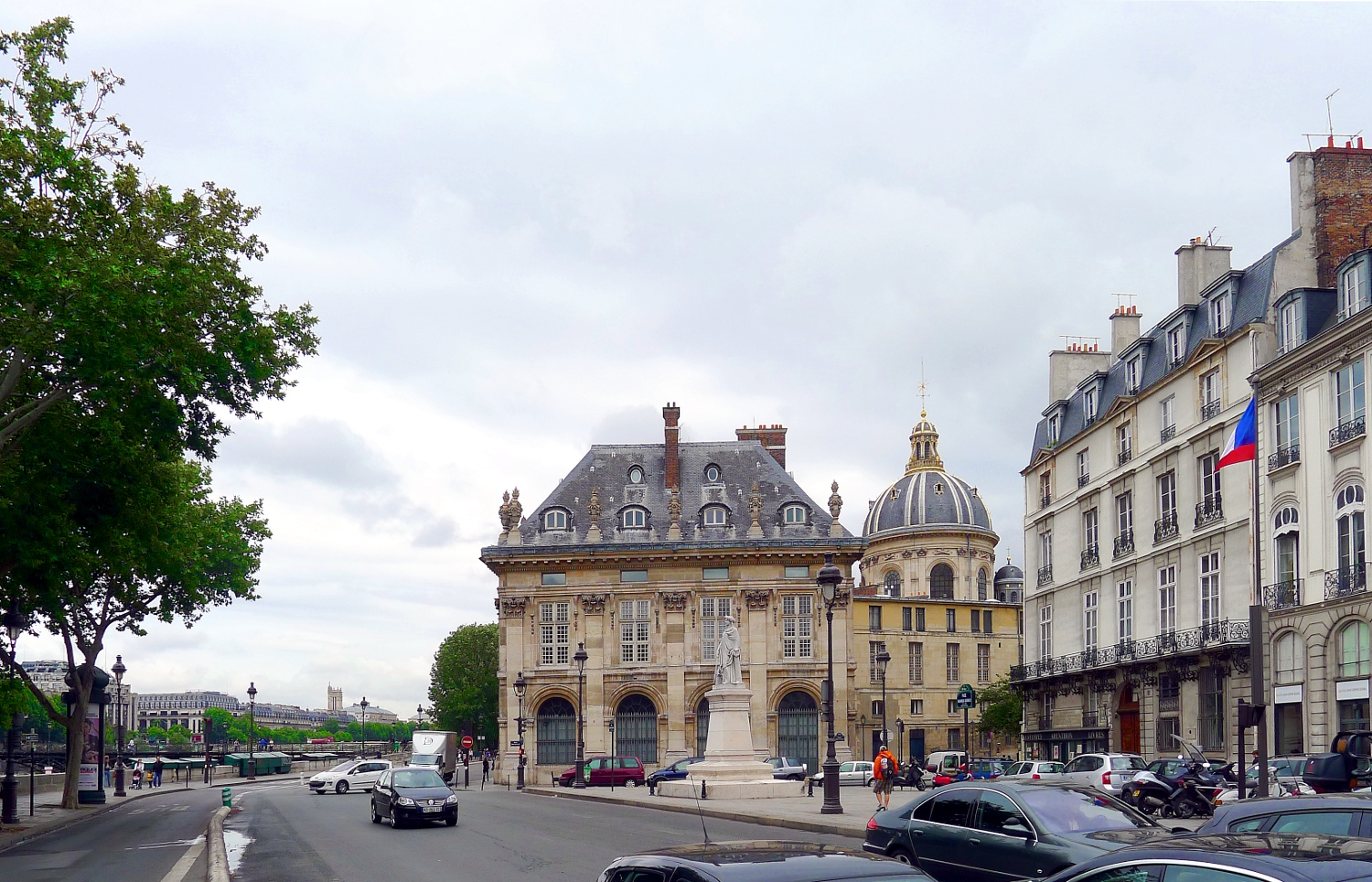
Le quai avec l'Institut en arrière-plan.
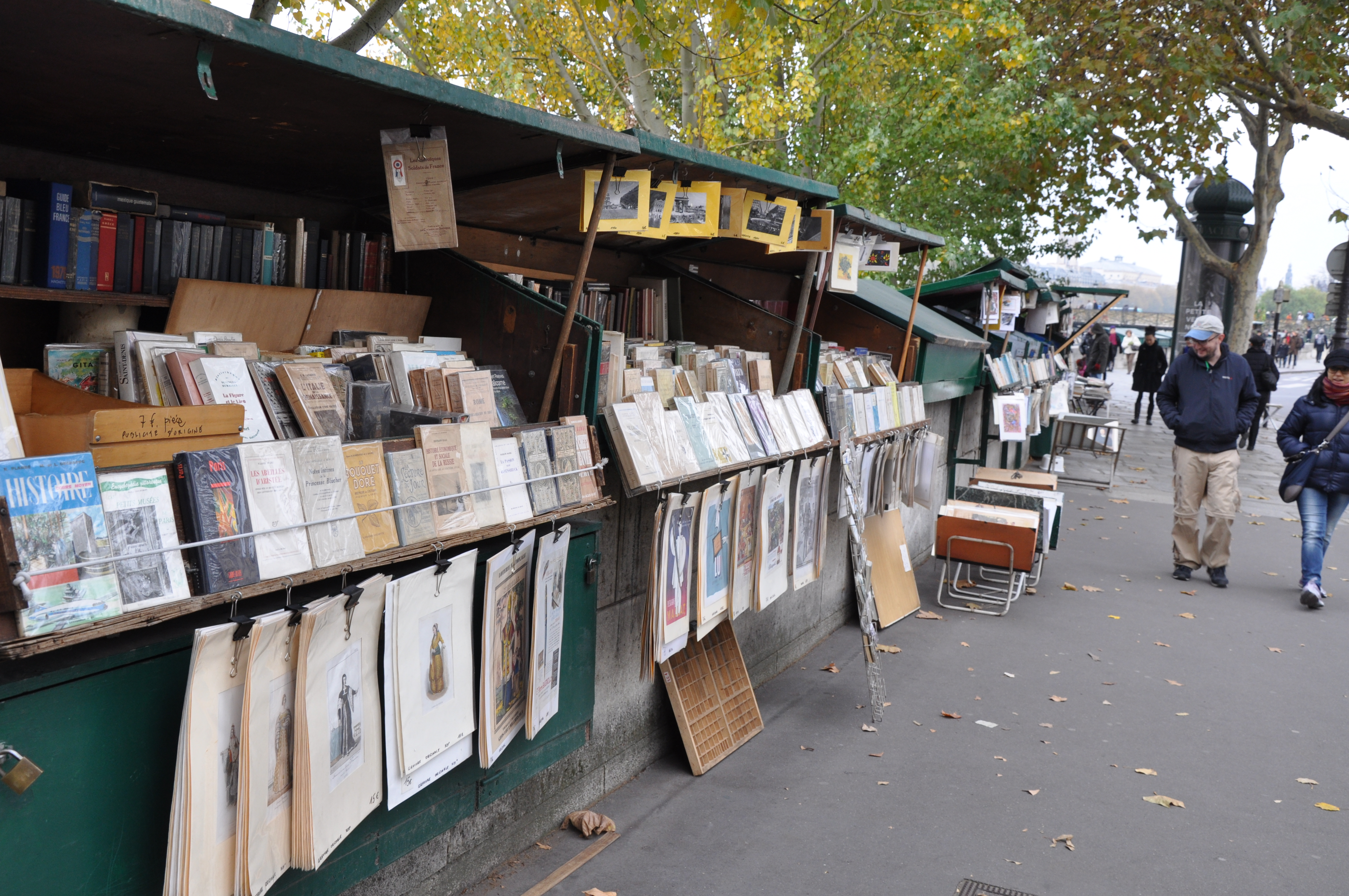
Bouquinistes sur le quai Malaquais.

## Dans les arts
Dans le romain Splendeurs et misères des courtisanes par Honoré de Balzac, le ménage de Carlos Herrera et Lucien de Rubempré se trouve quai Malaquais : 

« Lucien avait pris l’appartement de garçon de Beaudenord, sur le quai Malaquais, afin de se rapprocher de la rue Taitbout, et son conseil s’était logé dans trois chambres de la même maison, au quatrième étage. »

Anatole France, qui habita au no 15, livre ses souvenirs d’enfance dans Le Livre de mon ami : 

« C’est là qu’habitait mon père, modeste médecin et grand collectionneur de curiosités naturelles. Qui est-ce qui dit que les enfants n’ont pas de mémoire? Je la vois encore, cette chambre, avec son papier vert à ramages et une jolie gravure en couleur qui représentait, comme je l’ai su depuis, Virginie traversant dans les bras de Paul le gué de la rivière Noire. Il m’arriva dans cette chambre des aventures extraordinaires. »

## Bâtiments remarquables et lieux de mémoire

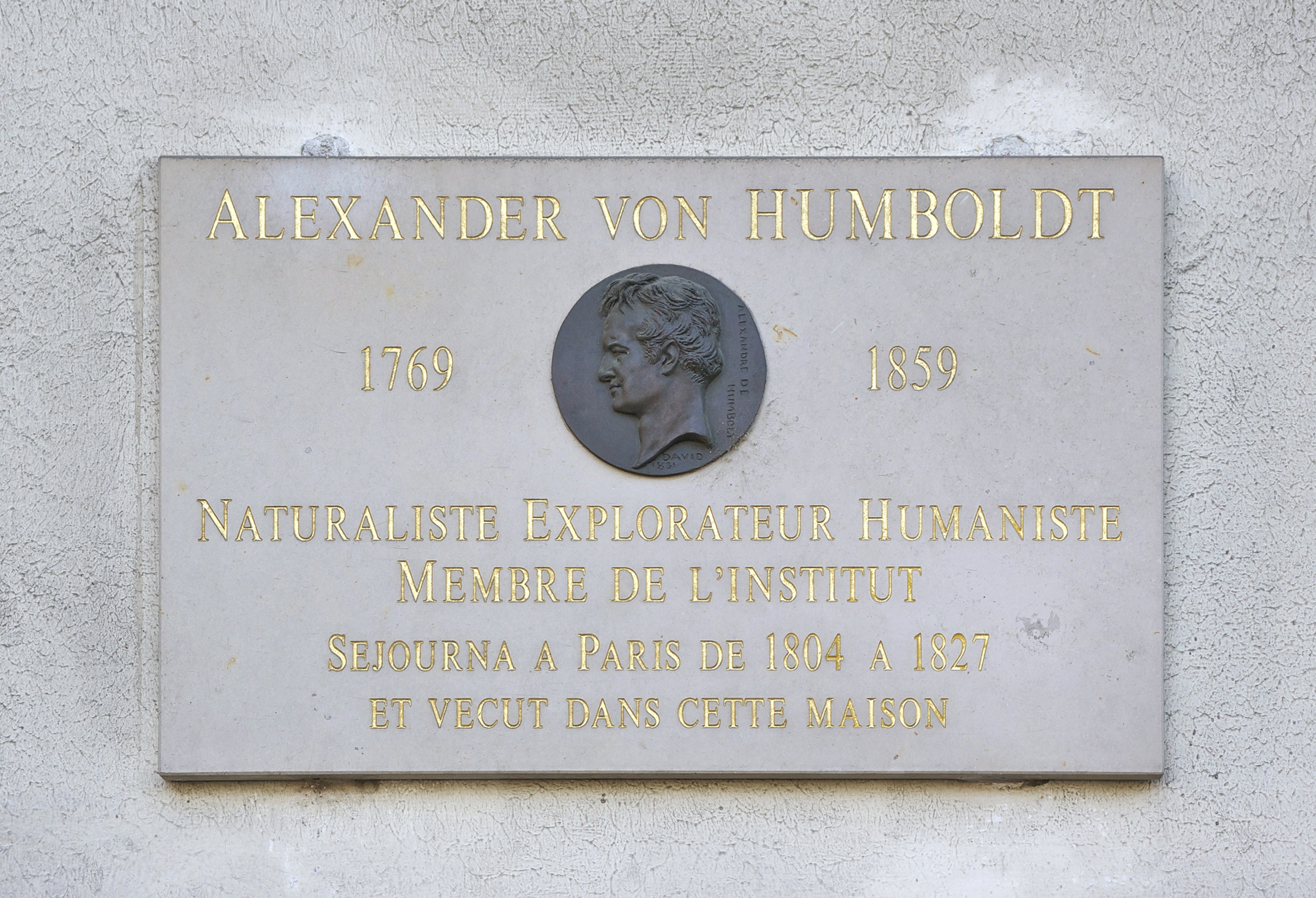
Plaque au no 3.

- No 3 : hôtel Dorat, construit dans la seconde moitié du XVIIe siècle pour Claude-Joseph Dorat, auditeur à la cour des Comptes. Le maréchal de Saxe y habita entre 1744 et 1747. Le peintre Joseph-Marie Vien y est mort en 1809[10]. Ici vécut de 1804 à 1824 Alexandre von Humboldt, naturaliste, explorateur, humaniste, membre de l'Institut[11]. Une plaque lui rend hommage. Le graveur Ephraïm Conquy y vécut également autour de 1841. Le graveur Albert Decaris (président de l'Académie des Beaux-Arts (1960) avait son atelier au dernier étage. Il y recevait le sculpteur Cyril de La Patellière.
- No 5 : hôtel de Châteauneuf[12]. Galerie Anne-Sophie Duval, boutique spécialisée dans les œuvres Art déco, fondée en 1972 par Anne-Sophie Duval, fille du comédien Jacques-Henri Duval. En 2022 sort un livre sur ce magasin, Galerie Anne-Sophie Duval, cinquante ans de modernité, aux éditions Gourcuff[13].
- No 6 : quittance donnée par Julliot de Fromont à Antoine Joseph Philippe Walsh de Serrant (1744-1817), lieutenant-général des armées du roi, second comte de Serrant, pour deux termes du loyer d’un hôtel sis 6, quai Malaquais, en date du 5 février 1787[14].
- No 7 (et nos 1 et 2 rue Bonaparte) : l'hôtel a été construit en 1624 pour Jacques de Garsanlan[15] ;
Le Café des Beaux-Arts, établi au rez-de-chaussée, était tenu par un dénommé Malfosse dans les années d'après-guerre. Les élèves de l'École nationale supérieure des beaux-arts le fréquentent alors tous assidûment et l'appellent le Cinquième Atelier ou Atelier Malfosse, sous-entendant que les quatre autres sont les ateliers de : peinture, sculpture, gravure et architecture[16](voir aussi galerie Bréheret au no 9).
 Dans ce café, le photographe américain Richard Avedon fit en 1956 sa célèbre série de photos de mode avec le modèle Suzy Parker pour Harper's Bazaar[réf. nécessaire].
- No 9 : hôtel de Transylvanie, construit entre 1622 et 1624 pour Jacques de Hillerin, prêtre et conseiller au Parlement sur une parcelle située à l'angle du quai et de la rue de la Petite Seine (actuelle rue Bonaparte), acquise en 1622 lors du lotissement du domaine de l'hôtel de la reine Marguerite (emplacement des nos 3, 5 et 7). Auparavant, les cinq frères de Saint-Jean-de-Dieu, appelés à Paris en 1602, y auraient eu leur premier logis modeste à Paris qu'ils furent contraints d'abandonner à Marguerite de Valois quelques années plus tard (voir nos 2-4, rue Bonaparte).

L'hôtel de Transylvanie doit son nom à François Rakoczy, prince de Transylvanie, proscrit en 1711, qui l'occupa en 1714. Le prince étant impécunieux, sa suite transforma l'hôtel en maison de jeux, activité qui cessa rapidement, le prince ne pouvant plus acquitter le loyer.
L'hôtel de Jacques de Hillerin passa, par héritage, à son neveu, Jean de Hillerin, puis à son cousin, Pierre de Hillerin et à Jean-Baptiste de Hillerin. Ce dernier le loua à Camille de La Baume d'Hostun, maréchal de Tallard vers 1705. En 1720, l'hôtel fut vendu à dame Pélard de Givry, qui le céda en 1723 à la duchesse de Gramont, veuve d'Antoine-Charles de Gramont, morte en 1737, qui le laissa à Daniel François de Gélas de Lautrec, maréchal de France en 1757, décédé sans postérité en 1762. L'hôtel passa alors à sa nièce, Anne Claude Louise d'Arpajon, épouse de Philippe de Noailles-Mouchy, tous deux guillotinés en 1794, qui l'avait en 1782 loué à Vergennes, secrétaire d'État des Affaires étrangères de Louis XVI, avant de le vendre, en 1791, à Marie-Sébastien-Charles-François Fontaine de Birée. Le nouveau propriétaire fit redécorer le premier étage dans le style Directoire. En 1809, le notaire Péan de Saint-Gilles acheta l'hôtel qui restera en possession de sa famille jusqu'en 1836, année où il fut vendu au notaire Jean-Jacques Defresnes dont la famille le gardera jusqu'en 1892. Adélaïde-Louise d'Eckmühl de Blocqueville a habité l'hôtel et a reçu dans son salon de nombreuses personnalités. Liszt s'y est fait entendre.
Le rez-de-chaussée abrite depuis 1929 la galerie du marchand d'estampes René Bréheret, fréquenté par les étudiants de l'École de beaux-arts et qui a découvert de nombreux artistes contemporains.
- No 11-13 : ce bâtiment se trouve sur ce qui était le grand Pré-aux-Clercs. Le terrain appartenait à l'abbaye de Saint-Germain-des-Prés. Les écoliers de l'Université ont le droit d'y établir le siège de leurs ébats.

Au XVIe siècle, le terrain situé entre la rue Bonaparte et la rue du Bac s'appelait « l'Escorcherie ». François Ier commence à faire construire l'hôpital de la Charité pour y accueillir les lépreux et les autres contagieux. Le terrain entre la rue Bonaparte et la rue des Saints-Pères va prendre le nom de « Le Sanitat ». Mais ce projet d'Hôtel-Dieu est abandonné quand Jean Bouyn, barbier-chirurgien, achète, en 1541, un lot à l'abbaye qui a fait aménager le terrain pour y construire un clos et une maison couverte d'ardoises. Cette construction va amener une révolte des écoliers au nom de leur prétendu droit sur le Pré-aux-Clercs et a entraîné un procès car ils avaient à moitié démoli la maison. Prosper Bouyn, son fils, devient propriétaire de la maison ; il a acheté une charge de conseiller au Parlement. Prosper Bouyn est un des électeurs des échevins de Paris en 1567. Le 7 septembre 1585 il a vendu la maison à Hugues de Castellan, seigneur de Castelmore, chevalier servant de la reine de Navarre. Deux ans plus tard, Hugues de Castellan vend la partie méridionale de sa propriété à l'Université. Quand Hugues de Castellan vint occuper sa maison après l'entrée du roi dans Paris, en 1594, elle n'était plus qu'une masure. Le 7 juin 1599, Renée Forget, veuve d'Hugues de Castellan, vend la propriété à Renée Lebeau, veuve d'Étienne Hue, qui la revend dès 1603 au sieur Gillet, adjugée finalement par décret le 18 février 1604. Il signe un bail avec la congrégation des frères Jean-de-Dieu, appelés frères de la Charité. La maison devient un hôpital. Les frères de la Charité étaient aussi installés à l'emplacement de l'actuel hôtel de Transylvanie dès le début du XVIIe siècle grâce à l'appui de Marie de Médicis qui avait fait venir de Florence Jean Bonelli et quatre frères et obtenu des lettres patentes d'Henri IV en 1602. Mais en 1606, Marguerite de Valois, à la suite du meurtre de son amant Saint-Julien près de l'hôtel de Sens, décide d'acquérir le terrain entre la rue de Seine et la rue des Saints-Pères. La maison de Jean Bouyn est alors détruite après 1608 quand les frères de la Charité quittent le lieu après un échange.
Le terrain fait alors partie des jardins de l'hôtel de la reine Marguerite de Valois jusqu'à sa mort, en 1615. Louis XIII en devient propriétaire par héritage, mais l'ensemble est vendu le 22 mars 1622 pour rembourser les dettes de la reine.
Emplacement de l'hôtel de Créquy, entre 1680 et 1722, aujourd'hui disparu. Il s'est appelé successivement hôtel Le Barbier, hôtel de Loménie de Brienne, hôtel du Plessis-Guénégaud, puis hôtel de Mazarin. Le financier Louis Le Barbier avait fait construire cet hôtel en 1630-1632 par l'entrepreneur Étienne Gousseault suivant les plans de l'architecte du roi Clément Métezeau.
Actuellement, se trouve le bâtiment de l'École des beaux-arts construit par Félix Duban entre 1858 et 1862.

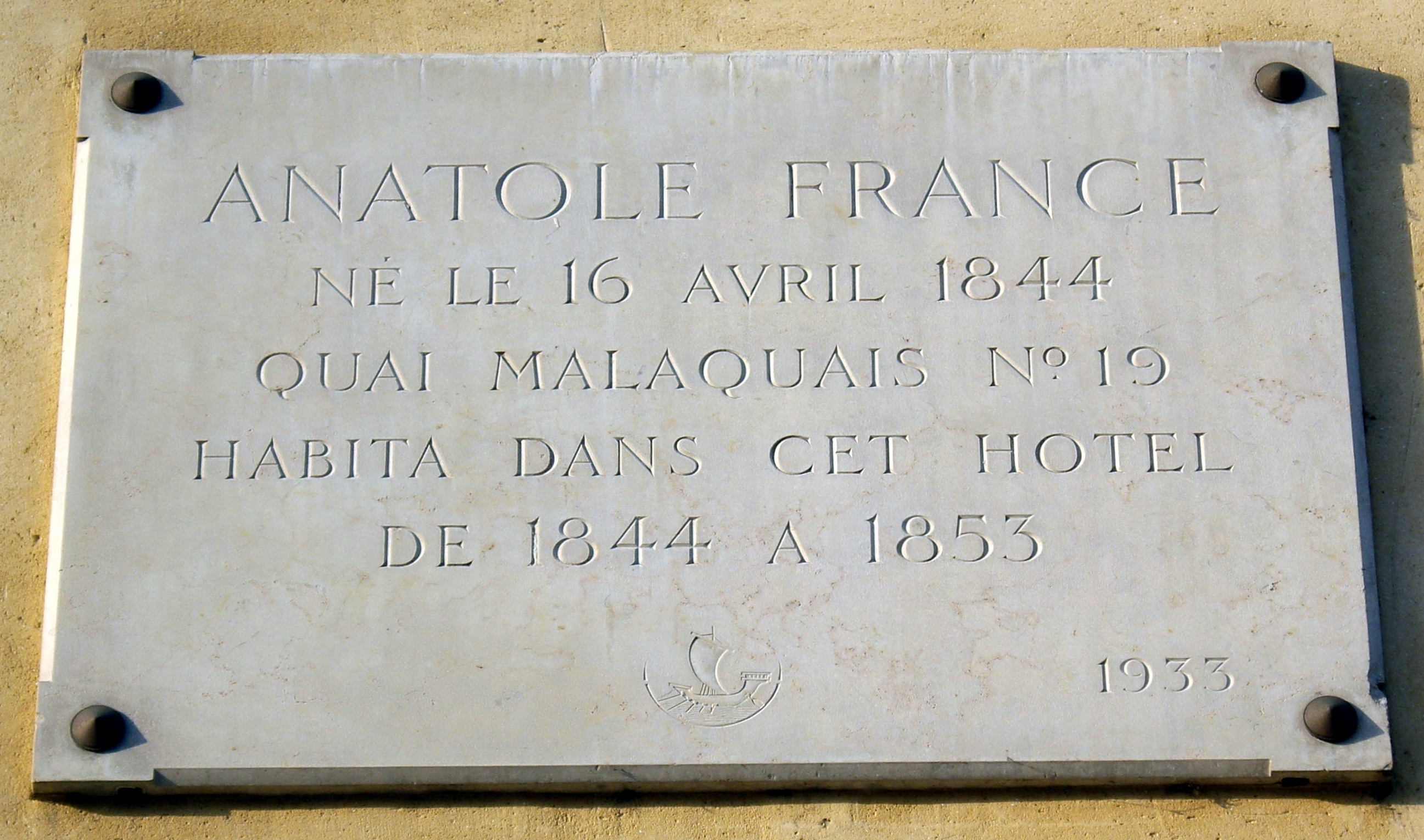
Plaque au no 15.

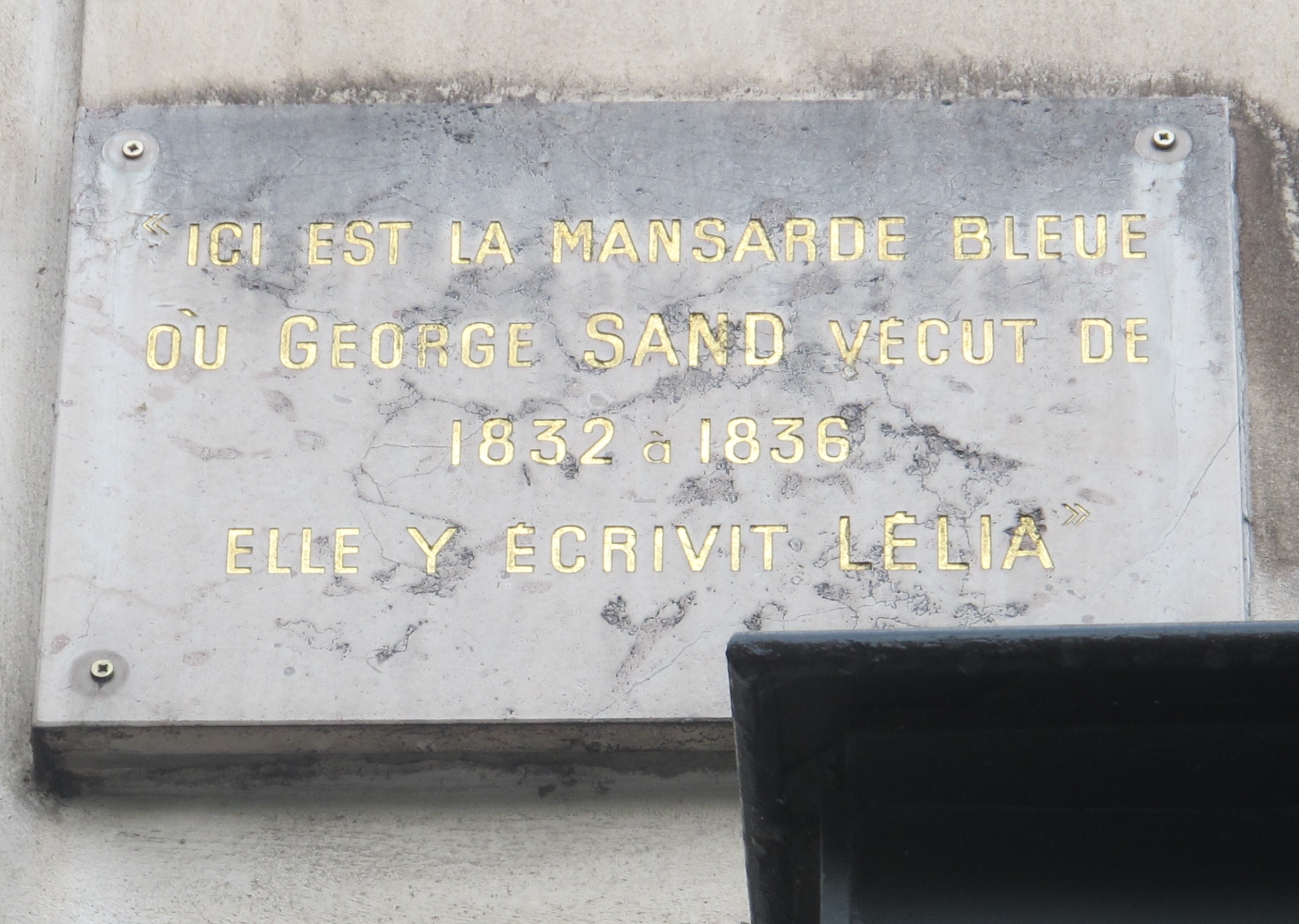
Plaque au no 19.

- No 15 : l'écrivain Anatole France (né en 1844 au no 19) grandit dans cette maison de 1844 à 1853, comme le rappelle une plaque fixée sur la façade.
Honoré Champion y fonde sa librairie en 1873, son fils Pierre y naît en 1880.
- No 17 : hôtel de Chimay, partie de l'école nationale supérieure des beaux-arts. Il y a d'abord eu à cet emplacement l'hôtel de La Bazinière construit par François Mansart pour Macé-Bertrand de La Bazinière. La reine Christine de Suède y a été accueillie en 1658. Son fils Macé II de La Bazinière a été envoyé à La Bastille comme ami de Nicolas Fouquet, libéré, il a vendu son hôtel en 1681 à Godefroy de La Tour d'Auvergne et Anne-Marie Mancini, duchesse de Bouillon. L'hôtel est reconstruit en 1740-1756 par François Debias-Aubry pour le duc de Bouillon. L'hôtel est saisi à la Révolution. Il est donné en 1808 par Napoléon à Stéphanie Tascher de La Pagerie, cousine de l'impératrice Joséphine. Puis l'hôtel est vendu en 1852 à la famille de Chimay[21].
- No 19 : une plaque fixée sur la façade indique : « Ici est la mansarde bleue où George Sand vécut de 1832 à 1836. Elle y écrivit Lélia ».
C'est aussi la maison natale d'Anatole France qui y est né le 16 avril 1844, mais grandit un peu plus loin au no 15, où son père s'installe en cette même année 1844 (voir no 15).
- Nos 21-23 (et 1-3, rue des Saints-Pères) : à cet emplacement se trouvait un hôtel construit pour le maître des comptes Louis de Falcony entre 1637 et 1643, démoli deux siècles plus tard et remplacé par quatre bâtiments[22]. L'Opérette Pas sur la bouche situe au no 23 dans une de ses chansons l'adresse d'une garçonnière.